# Плоскохвостая фельзума
Плоскохвостая фельзума, или плоскохвостый мадагаскарский геккон, или коморский дневной геккон (лат. Phelsuma laticauda) — вид ящериц из семейства гекконов. Обитает на севере Мадагаскара, островах Нуси-Бе и Нуси-Фали и на Сейшельских островах. Интродуцирован на Коморских островах, Маврикии, Реюньоне, Майотте, а также на Островах Общества (Французская Полинезия) и других мелких островах Тихого океана. Популярны как домашние питомцы.

## Описание
Выделяют 2 подвида Phelsuma laticauda laticauda (Boettger, 1880) и Phelsuma laticauda angularis Mertens, 1964. Длина тела достигает до 14 см у подвида Phelsuma laticauda laticauda и до 12 см у Phelsuma laticauda angularis, около половины длины приходится на хвост. Самка откладывает от 2 до 5 яиц. Инкубационный период 40—45 дней. Половой зрелости плоскохвостые фельзумы достигают в возрасте 12 месяцев. Ведут дневной образ жизни, питаются в основном насекомыми и нектаром цветков. Окраска изменяется в зависимости от температуры и освещения.

## Фото
- Два геккона на стволе банана (остров Реюньон)